# كيفين بالانتا
كيفين بالانتا (بالإسبانية: Kevin Balanta)‏ (28 أبريل 1997 كولومبيا - ) هو لاعب كرة قدم كولومبي، يلعب كلاعب وسط، شارك في كرة القدم في الألعاب الأولمبية الصيفية 2016.

## مسيرته الكروية
لعب كيفين بالانتا خلال مسيرته الاحترافية مع ناديين في ثمانية مواسم وسجل خلالها 4 أهداف ضمن 97 مباراة. ولم يفز بأي موسم بالكأس وفاز في موسم واحد بالدوري.
خاض كيفين بالانتا مسيرته مع نادي ديبورتيفو كالي في موسم 2014 في المرة الأولى ليلعب معه خمسة مواسم ثم ما بين عامي 2019 و2020 لمدة موسم واحد، مشاركًا طوالها في 76 مباراة سجل خلالها 3 أهداف. ثم انتقل إلى نادي تيخوانا في موسم 2018–19 في المرة الأولى لمدة موسم واحد ثم في موسم 2019–20 لمدة موسم واحد، حيث شارك طوالها في 21 مباراة سجل خلالها هدفًا واحدًا.

## وصلات خارجية
كيفين بالانتا على موقع الاتحاد الدولي (مؤرشف)  (الإنجليزية)
- كيفين بالانتا على موقع قاعدة بيانات كرة القدم.إي يو (الإنجليزية)
- كيفين بالانتا على موقع ناشيونال فوتبول تيمز (الإنجليزية)
- كيفين بالانتا على موقع Soccerbase.com (لاعب) (الإنجليزية)
- كيفين بالانتا على موقع Soccerway.com (الإنجليزية)
- كيفين بالانتا على موقع عالم كرة القدم.نت (الإنجليزية)
- كيفين بالانتا على موقع أوليمبيديا (الإنجليزية)
- كيفين بالانتا على موقع AS.com (الإسبانية)